# Dasypyrum villosum
Dasypyrum villosum là một loài thực vật có hoa trong họ Hòa thảo. Loài này được (L.) Borbás mô tả khoa học đầu tiên năm 1896.